# جان جیسکوت
جان جیسکوت (انگلیسی: Jan Jiskoot؛ زادهٔ ۳ مارس ۱۹۴۰) یک شناگر اهل هلند است.